# Raïon de Brest
Le raïon de Brest (en biélorusse : Брэсцкі раён, Brestski raïon ; en russe : Брестский район, Brestski raïon) est une subdivision de la voblast de Brest, en Biélorussie. Son centre administratif est la ville de Brest, qui n'en fait pas partie.

## Géographie
Le raïon couvre une superficie de 1 544,97 km2, dans l'ouest de la voblast. Le raïon de Brest est limité au nord par le raïon de Kamianets, à l'est par le raïon de Kobryn et le raïon de Malaryta, au sud par l'Ukraine (oblast de Volhynie), et à l'ouest par la Pologne (voïvodie de Lublin).

## Histoire
Le raïon de Brest fut établi le 15 janvier 1940 comme subdivision de la nouvelle voblast de Brest, créée le 4 décembre 1939 sur le territoire de la partie orientale de la Pologne, annexée par l'Union soviétique. Ses limites actuelles ont été fixées en 1950.

## Population

### Démographie
Les résultats des recensements (*) depuis 1959 montrent une diminution régulière de la population jusqu'en 2009, à l'exception des années 1990.
| 1959*  | 1970*  | 1979*  | 1989*  | 1999*  | 2009*  |
| ------ | ------ | ------ | ------ | ------ | ------ |
| 49 857 | 44 286 | 43 195 | 42 456 | 45 287 | 39 426 |

### Nationalités
Selon les résultats du recensement de 2009, la population du raïon se composait de trois nationalités principales :
- 83,02 % de Biélorusses ;
- 8,13 % de Russes ;
- 6,93 % d'Ukrainiens.